# ماركرانشتيت
ماركرانشتد (بالألمانية: Markranstädt) هي بلدة ألمانية تقع في ألمانيا في ساكسونيا.[بحاجة لمصدر]  يقدر عدد سكانها بـ 15,312 نسمة .

## المدن التوأمة
مدينة متمان هي مدينة توأمة لـماركرانشتد.

## أعلام
- فيكتور لانج
- ديتر فيشر
- رودي غلوكنر
- ماريان أونغر
- فولفغانغ التمان